# Franz Pfender
Franz Pfender (* 5. August 1899 in Untersulmetingen; † 9. Juli 1972 in Laupheim) war ein deutscher Politiker (Zentrum, später CDU).

## Leben
Pfender besuchte die Volksschule und nahm von 1917 bis 1918 als Soldat am Ersten Weltkrieg teil. Er wurde 1921 Mitglied eines katholischen Arbeitervereins in Württemberg, war ab 1922 als hauptamtlicher Funktionär bei den Christlichen Gewerkschaften in Württemberg tätig und wechselte 1924 in gleicher Funktion nach Schlesien. Von 1926 bis 1933 war er für die Zentrumspartei Mitglied des Provinziallandtages von Oberschlesien.
Nach der „Machtergreifung“ der Nationalsozialisten musste Pfender seine politischen und gewerkschaftlichen Funktionen niederlegen. Er lebte in den folgenden Jahren in Schlesien und arbeitete von 1933 bis 1939 als Bezirksleiter für eine Lebensversicherung. Von 1939 bis 1945 nahm er als Soldat am Zweiten Weltkrieg teil; zuletzt geriet er in Kriegsgefangenschaft.
Nach dem Kriegsende arbeitete Pfender als Angestellter in Biberach an der Riß. 1945 beteiligte sich an der Gründung der CDU im Landkreis Biberach. Des Weiteren war er stellvertretender Vorsitzender des Verbandes der Heimatvertriebenen in Württemberg-Hohenzollern.
Pfender war von 1946 bis 1952 Abgeordneter des Landtags für Württemberg-Hohenzollern. Zugleich zog er nach der Bundestagswahl 1949 über die Landesliste der CDU Württemberg-Hohenzollern in den ersten Deutschen Bundestag ein, dem er bis 1953 angehörte. Im Bundestag war er Mitglied des Ausschusses für Wiederaufbau und Wohnungswesen, des Ausschusses für Heimatvertriebene sowie des Ausschusses für innergebietliche Neuordnung.
Franz Pfender war verheiratet mit Margarete, geborene Müller. Das Ehepaar hatte vier Kinder.